# トランスファプレス
トランスファプレス（トランスファープレス、英: transfer pressとはプレス加工の方式の一つ。またはそのためのプレス加工機（プレス機械）のこと。複数回のプレスが必要な複雑な製品を、人力によることなく自動的に移送（トランスファー）することで効率的に生産する。
移送方式によって、大きく次の三つに分けられる。
1. 1台のプレス機械の中に全工程を納めるトランスファプレス方式。狭義にはこの機械のことをトランスファプレスと呼ぶ。
2. 数台のプレス機械をトランスファ送り装置で連結したトランスファプレスライン方式
3. 汎用プレス機械にトランスファ送り装置を取り付けたトランスファユニット方式